# Henryk August Breitenbauch
Henryk August Breitenbauch (ur. 3 sierpnia 1696 w St. Ulrich; zm. 18 czerwca 1747 w Paryżu) – polski i saski dworzanin, królewsko-polski i elektorsko-saski tajny radca, marszałek dworu drezdeńskiego za panowania króla Augusta II Mocnego.
Pochodził z turyńskiego rodu szlacheckiego Breitenbauchów.